# Augustine Herman

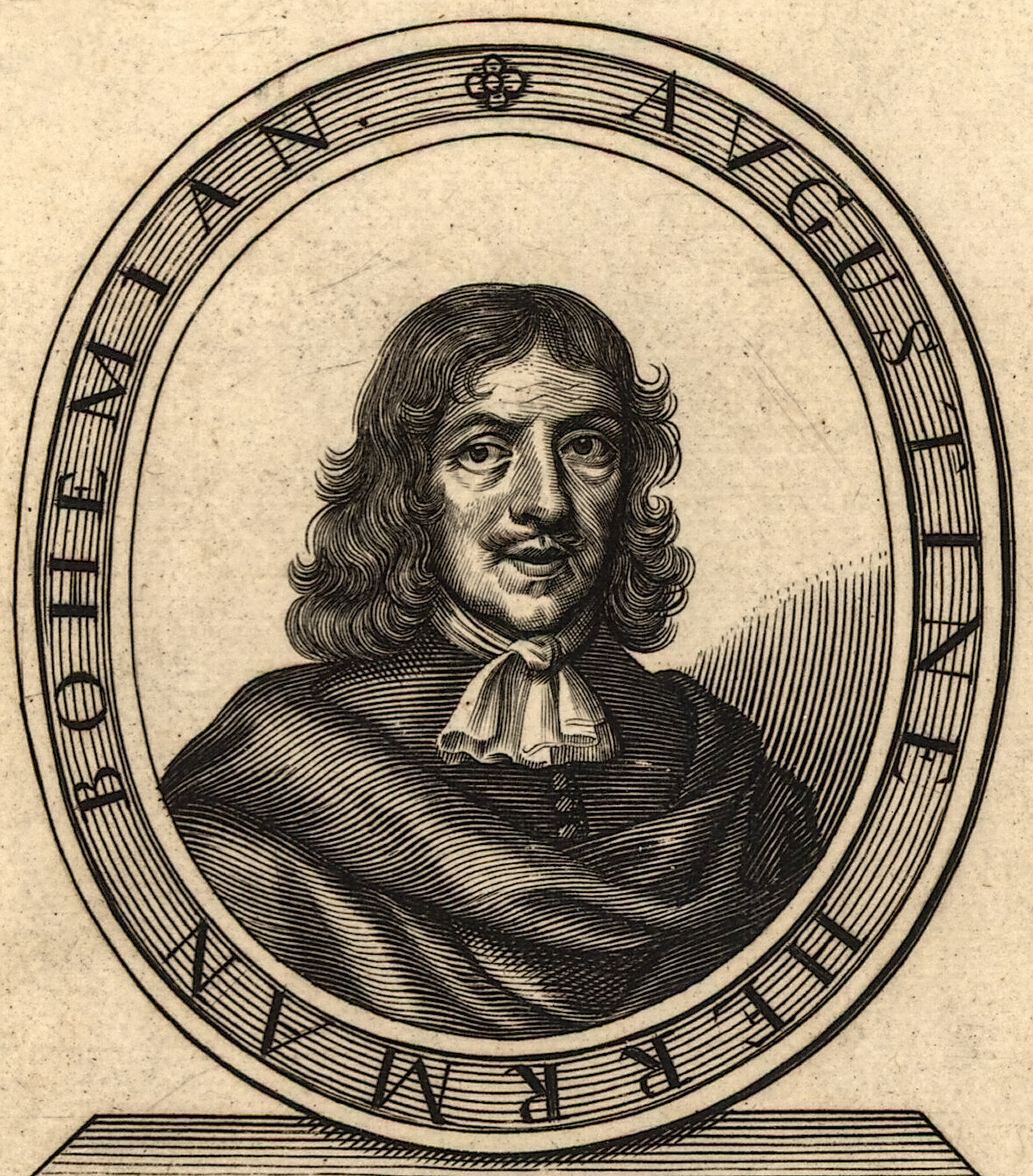
Augustine Herman

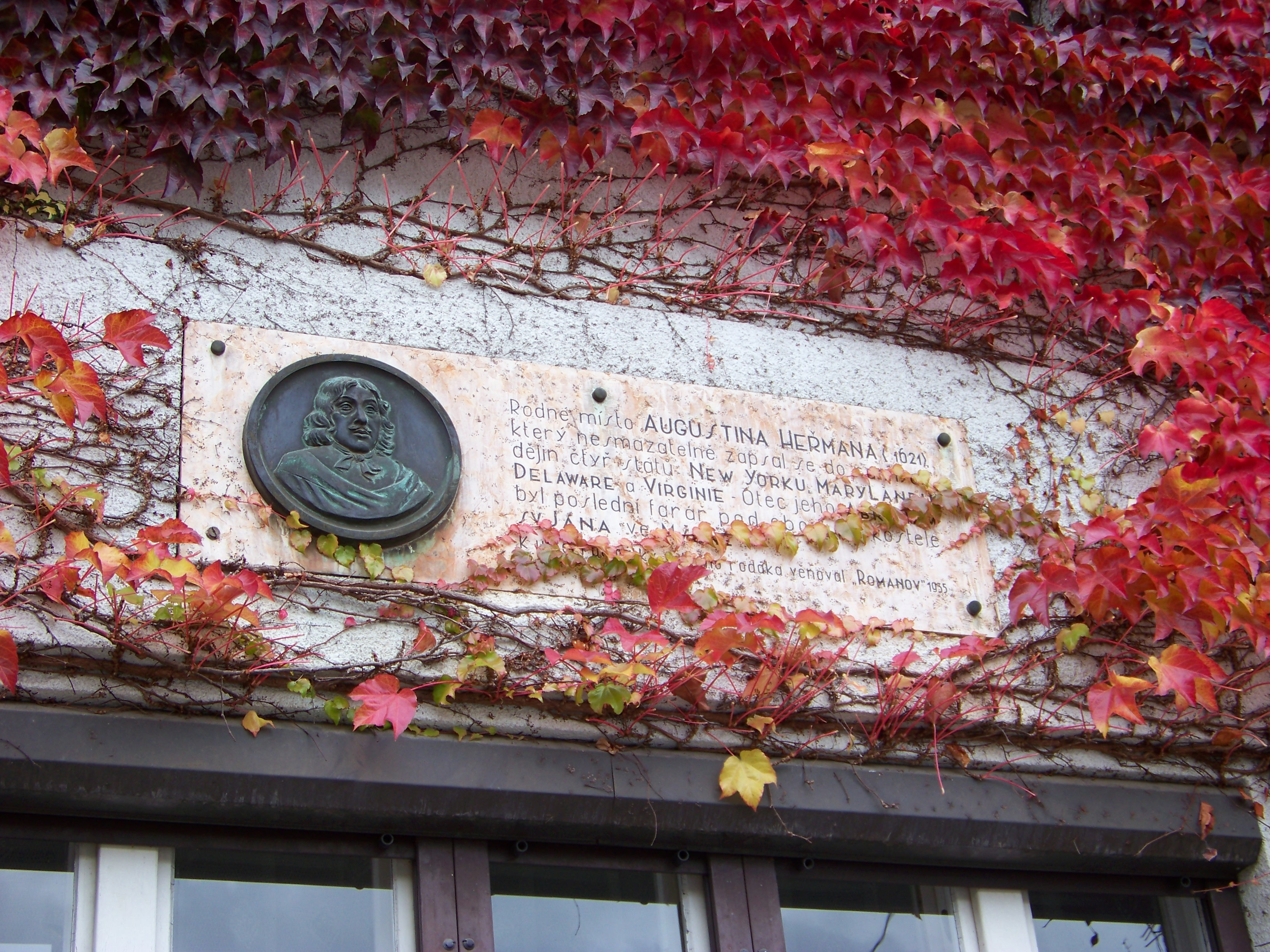
Gedenkplakette in Mšeno, Tschechien

Augustine Herman war der First Lord of Bohemia Manor (tschechisch: Augustin Heřman; * 1621 in Mšeno; † September 1686 in Bohemia Manor) war ein böhmischer Kaufmann, Entdecker und Kartograph, der in Nieuw Amsterdam und Cecil County in Maryland lebte.
Im Auftrag von Cecil Calvert erstellte er eine genaue Karte der Gegend um die Chesapeake Bay und Delaware Bay, wofür er die Erlaubnis erhielt, eine umfängliche Plantage in Maryland anzulegen, die bis heute Bohemia Manor heißt.

## Leben
Die Angabe seines Geburtsortes in Böhmen beruht auf eigener Angabe im letzten Testament. Herman erlernte die Landvermessung und wurde im Zeichnen ausgebildet. Er sprach mehrere Fremdsprachen, auch Latein, das er in den diplomatischen Verhandlungen mit den Briten einsetzte. Das frühe Leben ist kaum belegt.
Herman kam 1640 für die Westindische Kompanie nach Nieuw Amsterdam in Nordamerika, wo er ein wichtiges Mitglied der niederländischen Gemeinde wurde und für die Amsterdamer Firma Peter Gabry arbeitete, die eine Fregatte als Kaperschiff gegen den spanischen Handel einsetzte. Mit einem Partner wurde er der größte Tabakexporteur in Amerika und auch im Sklavenhandel schnell reich. Er besaß bald die Gegend des heutigen Yonkers (New York). Deshalb wurde er 1647 in den Vorstand der Neun Männer gewählt, die den Generaldirektor der Neu-Niederlande beraten sollten. Weil er gegen die Führung von Peter Stuyvesant war, unterschrieb er eine Beschwerde („Vertoogh“), die im Juli 1649 nach Holland geschickt wurde. Im Gegenzug sorgte Stuyvesant für den finanziellen Ruin Hermans, er wurde 1653 sogar wegen Schulden eingekerkert. Vorher betrieb er noch 1651 für die Provinz den Erwerb von Staten Island und einer langen Strecke von Arthur Kill (heute Perth Amboy bis Elizabeth).
Herman heiratete zweimal: zuerst am 10. Dezember 1651 in Neu Amsterdam Jannetje Marie Varleth, die Tochter von Caspar Varleth und Judith Tentenier. Nach ihrem Tod 1665 heiratete er etwas später Catherine Ward in Maryland. 

### Delaware Bay
1659 wurde Herman von Neu Amsterdam nach St. Mary’s (Maryland) geschickt, um den Streit zwischen den Neu-Niederlanden und dem Eigentümer von Maryland Cecil Calvert über das Westufer des Delaware River zu schlichten. Er nahm ältere Siedlungsrechte für die Niederländer in Anspruch, zunächst ohne Erfolg. Erst die britischen Nachfolger, Herzog von York und William Penn, setzten sich damit durch und bewirkten den unabhängigen Staat Delaware. Herman hatte aber Calvert beeindruckt.

### Seefahrt
Die Seefahrten Augustine Hermans waren vor allem mit seinem Schiff „La Grace“ (etwa „Die Anmutige“) verbunden. Mit ihr segelte er auf seinen Geschäfts- und Entdeckungsreisen durch Europa, Amerika, die Inseln der Karibik und über den Atlantik. In den frühen Tagen Amerikas war „La Grace“ neben den Schiffen der englischen, spanischen und portugiesischen Korsaren eines der berühmtesten Piratenschiffe. Jedes Jahr segelte sie in die Karibik und überfiel mit Erlaubnis des Gouverneurs feindliche Schiffe. Ihr Sieg über zwei mit Zucker, Tabak und Wein beladene spanische Barken vor der Küste Guatemalas ist legendär.
Die zweimastige Brigg „La Grace“ wurde 2008 in einer Werft in Sues unter der Aufsicht ihres späteren und jetzigen Kapitäns Josef Dvorský und des Schiffskonstrukteurs Daniel Rosecký nach erhaltenen Bauplänen aus dem 18. Jahrhundert (im Werk „Architectura navalis mercatoria“ des schwedischen Admirals Fredrik Henrik af Chapman) als Replik, äußerlich originalgetreu, nachgebaut und segelt als Schulschiff wieder über die Meere.

### Bohemia Manor

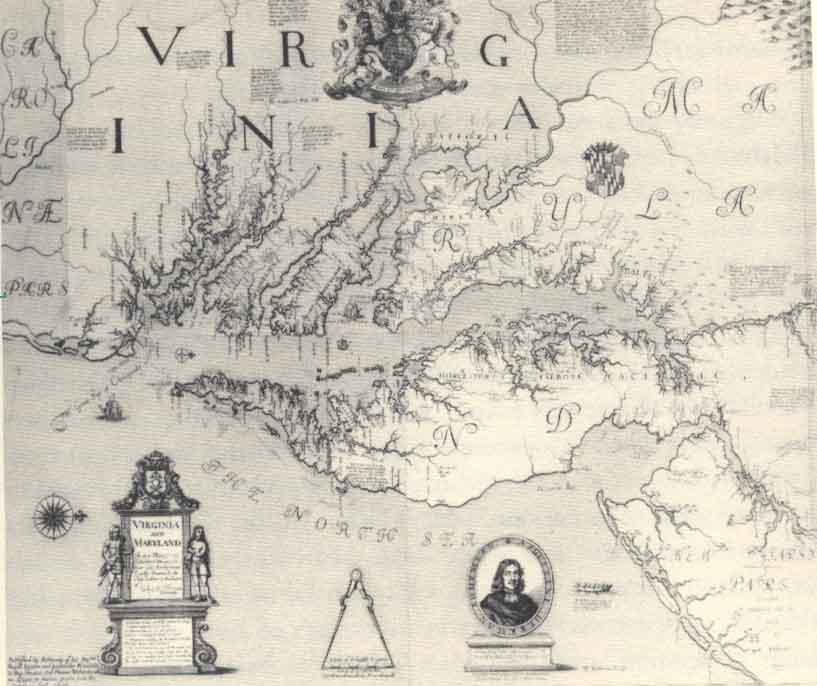
Hermans Karte von Maryland und Virginia (1670)

Herman vereinbarte im September 1660 mit Calvert, eine Karte der ganzen Region der oberen Chesapeake Bay zu erstellen, wenn er dafür dort ein großes Landstück bekäme. Ganze 10 Jahre Arbeit steckte er in die Karte, wofür er 1661 nach Maryland zog. Die erste Zuwendung von 4000 Acres am Elk River nannte er Bohemia Manor nach seinem Geburtsland. Das Manorhaus mit einem großen Park wurde am Nordufer des Bohemia erbaut. Auch den Nebenfluss Bohemia River nannte er so.
Als Nichtbrite wurde er auf seinen Antrag hin 1666 eingebürgert werden. Als er 1670 mit der Karte fertig war, kam noch Little Bohemia hinzu. Die Provinzversammlung ermächtigte ihn 1671 ein Gefängnis zu bauen, um die 'runaways' aus 'Delaware and Northern Settlements' einzusperren. Dafür zahlte sie Baukosten und Unterhalt für ein Jahr. Zusammen verfügte er über etwa 120 km2 und war einer der größten Landbesitzer Nordamerikas. 1679 verkaufte er den Unterhändlern der friesischen Labadisten etwa 15 km2 Land für eine religiöse Kolonie, die aber nur in geringer Anzahl von Siedlern bis etwa 1720 bestand. Hermans ältester Sohn trat bei ihnen ein, erkrankte aber schwer. 
Das Lebensende verbrachte er als Pflanzer und Landmann, immer noch engagiert im Rat und in der Rechtsprechung von Baltimore County, zu dem 1674 Cecil County neu hinzukam. Er wurde 1686 auf Bohemia Manor beerdigt.

## Nachkommen
Unter den vielen Nachkommen sind auch einige prominent:
Richard Bassett, Daniel Brewster, Richard H. Bayard, Thomas F. Bayard, Francis Beverley Biddle, James Bouldin, Thomas Bouldin, John B. Breckinridge, Lloyd Bryce, Ezekiel F. Chambers, Thomas Clayton, Henry W. Collier, Albert Constable, Robert Daniel, William B. Lamar, George E. Mitchell, Edmund Randolph, Joseph Tydings.